# Danielle Casanova
Danielle Casanova, geboren als Vincentella Perini (Ajaccio, 9 januari 1909 – Auschwitz, 9 mei 1943), was een militante van de Parti communiste français (PCF) en Frans verzetsstrijdster tijdens de Tweede Wereldoorlog.

## Jeugd en opleiding
Vincentella Perini groeide op in een gezin met vijf kinderen. Haar beide ouders waren leerkracht in het lager onderwijs. Ze startte haar middelbareschoolperiode in Ajaccio. Haar gezin verhuisde naar Le Luc, op het Franse vasteland. Daar ging ze voortaan door het leven als 'Danielle Perini'.
Na haar middelbare studies wou Danielle zich ten dienste stellen van de samenleving. Ze ging daarom verder studeren aan de tandheelkundige school van Parijs.
Toen ze rond 1927 in Parijs arriveerde, kwam ze in contact met de Union fédérale des étudiants, een linkse studentenvereniging waar ze al snel leidster van werd. In 1928 werd ze lid van de Jeunesses communistes. Daar ontmoette ze medio 1930 de rechtenstudent Laurent Casanova, ook afkomstig van Corsica, met wie ze op 12 december 1933 zou trouwen. Haar achternaam veranderde ze daarna in Casanova.

## Politieke loopbaan
Na haar studie ging ze werken bij een kleine tandartspraktijk in het 6e arrondissement van Parijs.
Ze werd lid van het Comité central du Mouvement de la jeunesse communiste. In februari 1934 werd ze leidinggevende binnen de Jeunesses communistes. Casanova volgde in juni 1934 een maand lang een opleiding binnen de Communistische partij. Het jaar daarop kon ze deelnemen aan het Internationaal congres van Communistische jongeren in Moskou.
Door het snel aangroeiende ledenaantal binnen de Jeunesses communistes, kon in 1936 de Union des jeunes filles de France in Marseille worden opgericht. Deze organisatie, die sterk gelieerd was aan de Jeunesses communistes, bestond uit een brede beweging van antifascistische pacifistische jonge vrouwen. Casanova werd voorzitster van de organisatie. Ze zette in het kader van de Spaanse Burgeroorlog humanitaire acties op poten voor het bewind van de Spaanse republikeinen.
Danielle Casanova speelde een grote rol binnen de communistische beweging vanwege haar aangelegde kwaliteiten en haar niveau die boven haar leeftijdsgenoten uitstaken. De relaties die ze had met Maurice Thorez en haar echtgenoot Laurent Casanova kunnen ook van belang zijn geweest.

## Verzetswerk
Nadat de PCF en alle aan de partij gelieerde organisaties in september 1939 werden verboden, moest Danielle Casanova noodgedwongen onderduiken. Samen met de andere ondergedoken leden van de Union des jeunes filles de France speelde Casanova een belangrijke rol in het onderhouden van contacten met andere verzetsleden. Ze zou tevens samen met Victor Michaut verantwoordelijk zijn geweest voor het verspreiden van politieke propaganda binnen de Wehrmacht.
Na de invasie van Duitsland zette Casanova vanaf oktober 1940 zich in voor het Comités féminins en région parisienne binnen de zone occupée (de door de nazi's bezette zone van Frankrijk). Ze onderhield contacten met de leiders van de Jeunesses communistes, en nam vanaf juli 1941 deel aan de gewapende strijd. Ze vervoegde zich bij de Bataillons de la jeunesse, dat deel uitmaakte van de gezamenlijke Résistance. Haar echtgenoot werd in de oorlog gevangengenomen.
Op 15 februari 1942 werd ze gearresteerd door de politie toen ze de Hongaars-Joodse marxist Georges Politzer en zijn vrouw bevoorraadde met steenkool. Ze werd verrast door inspecteurs van de brigades spéciales die op het punt stonden het koppel te arresteren.

## Deportatie
Eerst werd ze naar een plaatselijk politiecommissariaat gebracht, waar ze tot 23 maart 1942 zou verblijven. Daarna werd ze overgebracht naar de prison de la Santé. Ze werd een week in de isoleercel gestopt omdat ze betrapt was op het overbrengen van boodschappen naar de mannelijke vleugel van de gevangenis. Vanaf 24 augustus 1942 werd ze vastgehouden in fort de Romainville.
Op 24 januari 1943 werd ze per trein met afgesloten goederenrijtuigen naar het concentratiekamp Auschwitz gedeporteerd. Dit konvooi, het zogenaamde Konvooi van de 31000, vertrok vanuit Compiègne met tweehonderddertig vrouwen aan boord, het overgrote deel communistische verzetsleden.
Danielle Casanova ging in de ziekenboeg van het concentratiekamp aan de slag als tandarts/kaakchirurg. De vorige tandarts was aan vlektyfus gestorven, en er werd een oproep gedaan onder de gevangenen om de lege functie in te vullen. Als kamptandarts hoefde Casanova – in tegenstelling tot de andere gevangenen – het haar niet af te scheren. Daarnaast kreeg ze voldoende voedsel en kledij, en mocht ze in een verwarmd gebouwtje naast de praktijk slapen. Vanuit haar tandartskabinet probeerde ze de mensen in het kamp aan minder hard werk te helpen. Ze gaf ook voedsel door wanneer het kon.
In het gevangeniskamp zaten ook 'normale' criminelen die geen jood of oorlogsgevangene waren. Deze werden in opdracht van de gevangenisbewaarders erop uit gestuurd om terreur te zaaien onder de gevangenen. In ruil kregen zij een voorkeursbehandeling, zoals het recht op verzorging in het dokterskabinet.

### Overlijden
In april 1943 brak een tyfusepidemie uit in het concentratiekamp, waarbij een groot aantal gevangenen het leven liet. De hoofdarts van het kamp vaccineerde Casanova, maar daar was het te laat voor. Ze werd ziek op 1 mei 1943, en overleed enkele dagen later, op 9 mei 1943.

## Eerbetoon
In 1962 bracht de DDR een postzegel uit met een afbeelding van Casanova.
De Danielle Casanova, een schip uit 2001 van Corsica Linea, werd vernoemd naar Danielle Casanova.